# Élisabeth Riffiod
Élisabeth Riffiod (Besançon, 20 luglio 1947) è un'ex cestista francese.
È la madre di Boris Diaw.

## Carriera
Con la Francia ha disputato due edizioni dei Campionati mondiali (1971, 1979) e sei dei Campionati europei (1968, 1970 1972, 1974, 1976, 1978).